# Новоивановка (Полтавская область)
Новоивановка (укр. Новоіванівка) — село,
Ялосовецкий сельский совет,
Хорольский район,
Полтавская область,
Украина.
Код КОАТУУ — 5324888213. Население по переписи 2001 года составляло 537 человек.

## Географическое положение
Село Новоивановка вытянуто вдоль пересыхающего ручья на 7 км.
На расстоянии в 0,5 км находится село Роплянское, в 1,5 км — село Вербино.
Рядом проходит автомобильная дорога М-03.

## История
Село указано на специальной карте Западной части России Шуберта 1826-1840 годов как хутора Туровы

## Объекты социальной сферы
- Школа І—ІІ ст.